# マンデリン
マンデリン（英：Mandheling）は、インドネシアのスマトラ島における一部地域で栽培される、アラビカ種のコーヒー豆の銘柄である。マンデリンとは栽培を進めた現地民族の名に因む。

## 概要
インドネシアにおけるコーヒー栽培は1696年にまで遡り、オランダ軍がアラビカ種をジャワ島に持ち込んだことが始まりといわれている。そして、その栽培はプランテーションなどを通じて全土に広がり、2012年現在でも生産量で3位、世界有数のコーヒー産出国となっているが、そのほとんどは安価なロブスタ種が占めている。これは、1908年におけるさび病の流行によって、従来のアラビカ種を植えていた農園が壊滅的な被害を受けたため、さび病を含む病害に強いロブスタ種に切り換えられたことが大きな要因である。
その中で、マンデリンは病害に辛うじて耐えたアラビカ種を元にして、スマトラ島のマンデリン族が主導で栽培を行ったものである。その生産量はインドネシア国内においてもわずか数パーセントに過ぎないが、その稀少価値や品質が認められ、トラジャと並び世界でも名の通るコーヒー豆の高級銘柄となっている。また、マンデリンも地域によってブランドが確立されており、島北部のリントン・ニ・フタ地区で栽培される「リントンマンデリン」や、トバ湖の湖畔で栽培される「マンデリン・トバコ」などがある。産地は標高1800ｍ～1900ｍの高原地帯を利用しており、肥沃な土壌であるため、その農家のほとんどが実質上の有機栽培を行っているほか、手作業で欠点豆の除去を行うなど、厳正な品質管理を行っている。

## 特徴
マンデリンコーヒーは、酸味が少なく、やわらかい苦みがあることが特徴である。そのため、コクのある味と表現され、単一で飲まれるほか、ブレンドコーヒーにも適している。その他、濃厚な味のケーキなどとの取り合わせも好まれる。